# راؤول مال
راؤول مال (بالإيطالية: Raoul Mal؛ بالرومانية: Raoul Mal) هو لاعب كرة قدم إيطالي وروماني في مركز الهجوم، ولد في 19 فبراير 2000 في ترينتو في إيطاليا. لعب مع سي إف آر كلوج ونادي برو فيرتشيلي ونادي بيستويسي.

## وصلات خارجية
- راؤول مال على موقع قاعدة بيانات كرة القدم.إي يو (الإنجليزية)
- راؤول مال على موقع Soccerway.com (الإنجليزية)